# Zatopené osudy
Zatopené osudy jsou pořad České televize, který pojednává o přehradách a vodních nádržích v České republice.
V pořadu vystupují hrázný, místní rodáci i lidé spojení s výstavbou přehrady, kteří vyprávějí, jaké to bylo před stavbou přehrady a jak se lidem z okolí přehrad a zatopených vsí žije dnes. V pořadu jsou použity staré filmy a fotografie zaplavených údolí s zaniklými (zatopenými) obcemi a materiály zachycující stavbu jednotlivých přehrad.
Pořadem provází herec a moderátor Miroslav Vladyka.
Jednotlivé díly pořadu pojednávají o:
- Žermanická přehrada
- Švihov
- Slezská Harta
- Orlík
- Šance
- Kružberská přehrada
- Nové Mlýny
- Vranovská přehrada
- Štěchovice
- Vodní nádrž Karolinka
- a dalších